# Нурбагандов Магомед Нурбагандович
Магомед Нурбагандович Нурбагандов (9 січня 1985; Сергокала, Дагестанська АРСР, РРФСР, СРСР — 10 липня, 2016, там же) — російський офіцер, лейтенант Росгвардії, Герой Російської Федерації (2016, посмертно). Автор фрази «Работайте, братья!».

## Життєпис
Магомед Нурбагандов — даргинець за національністю. Народився 1985 року в селищі Сергокала Сергокалинського району Дагестану в родині Нурбаганда Нурбагандова — на той час працівника Сергокалинського райкому КПРС Дагестанської АРСР.
Закінчив місцевий ліцей №2 із золотою медаллю, потім з відзнакою юридичний факультет Дагестанського державного університету в Махачкалі. Працював юрисконсультом відділу позавідомчої охорони Управління ФСВНГ Росії по Республіці Дагестан у місті Каспійську.
9 липня 2016 року захоплений в полон групою з п'яти озброєних людей під час відпочинку з родичами біля села Сергокала. Нападники заштовхали його з молодшим братом Арсеном у багажник машини, а потім, трохи від'їхавши від зони відпочинку, застрелили. Перед цим вони вбили в ході словесної перепалки двоюрідного брата Магомеда Абдурашида Нурбагандова (посмертно нагороджений орденом Мужності).
Нападники називали себе рекрутами Ісламської Держави, вони знімали все, що відбувається, на камеру мобільного телефону і пізніше завантажили відеоролик на один з екстремістських сайтів. Перед убивством вони змушували Нурбагандова закликати своїх колег звільнитись з роботи, але він сказав: «Работайте, братья!».
Указом президента Російської Федерації № 486 від 21 вересня 2016 року Магомед Нурбагандов був посмертно удостоєний звання Героя Російської Федерації за «мужність та героїзм, виявлені при виконанні службового обов'язку».

## Ушанування пам'яті
- Ім'ям Магомеда Нурбагандова названо центральну вулицю села Сергокала. Встановлено три меморіальні плити у селі Сергокала: на приміщенні школи, на будинку та на вулиці. 27 грудня 2018 року було встановлено погруддя герою у центральному парку села[5].
- 10 листопада 2016 року Указом Глави Чеченської Республіки у Грозному відкрито вулицю на честь загиблого[6] (колишній Олімпійський проїзд).
- 26 листопада 2016 року на честь Магомеда Нурбагандова названо Дибгалицьку середню школу Дахадаєвського району Республіки Дагестан.
- Наприкінці травня 2017 року вулицю Ніколаєва в Махачкалі перейменували на вулицю братів Нурбагандових, де також планується встановлення пам'ятника Магомеду Нурбагандову[7].
- 25 травня 2017 року в Смоленській області було засновано регіональну нагороду — почесний знак «За відданість службі» імені Героя Росії Магомеда Нурбагандова. Знак за номером 001 передано сім'ї Героя.
- Рішенням Ради Депутатів сільських зборів СП «Сільрада Урахинська» названо вулиці в селах Урахи та Краснопартизанськ.
- 10 липня 2019 року до триліття загибели Нурбагандова філія «Пошти Росії» в Махачкалі випустила 300 тисяч конвертів з його портретом[8].
- У 2020 році Сергокалинську середню загальноосвітню школу № 2 названо ім'ям Магомеда Нурбагандова.
- 10 липня 2023 року в Махачкалі у сквері по вулиці Абубакарова було відкрито пам'ятник Магомеду Нурбагандову[9].